# Comuna Stoenești, Vâlcea
Stoenești este o comună în județul Vâlcea, Oltenia, România, formată din satele Bârlogu, Budurăști, Deleni, Dobriceni, Gruieri, Gruiu, Mogoșești, Neghinești, Piscu Mare, Popești, Stoenești (reședința), Suseni și Zmeurătu.

## Demografie
Componența etnică a comunei Stoenești
     Români (96,22%)
     Alte etnii (3,78%)
Componența confesională a comunei Stoenești
     Ortodocși (95,66%)
     Alte religii (0,22%)
     Necunoscută (4,12%)
Conform recensământului efectuat în 2021, populația comunei Stoenești se ridică la 3.203 locuitori, în scădere față de recensământul anterior din 2011, când fuseseră înregistrați 3.409 locuitori. Majoritatea locuitorilor sunt români (96,22%). Din punct de vedere confesional, majoritatea locuitorilor sunt ortodocși (95,66%), iar pentru 4,12% nu se cunoaște apartenența confesională.

## Politică și administrație
Comuna Stoenești este administrată de un primar și un consiliu local compus din 13 consilieri. Primarul, Gheorghe Dumbravă[*], de la Partidul Social Democrat, este în funcție din 2012. Începând cu alegerile locale din 2024, consiliul local are următoarea componență pe partide politice:
|  | Partid                          | Consilieri | Componența Consiliului | Componența Consiliului | Componența Consiliului | Componența Consiliului | Componența Consiliului | Componența Consiliului | Componența Consiliului | Componența Consiliului | Componența Consiliului | Componența Consiliului | Componența Consiliului |
|  | ------------------------------- | ---------- | ---------------------- | ---------------------- | ---------------------- | ---------------------- | ---------------------- | ---------------------- | ---------------------- | ---------------------- | ---------------------- | ---------------------- | ---------------------- |
|  | Partidul Social Democrat        | 11         |                        |                        |                        |                        |                        |                        |                        |                        |                        |                        |                        |
|  | Alianța pentru Unirea Românilor | 1          |                        |                        |                        |                        |                        |                        |                        |                        |                        |                        |                        |
|  | Partidul Național Liberal       | 1          |                        |                        |                        |                        |                        |                        |                        |                        |                        |                        |                        |